# 스티븐 그레이엄
스티븐 그레이엄(영어: Stephen Graham, OBE, 1973년 8월 3일 ~ )은 영국의 배우이다.
1990년 영화 《브란스키의 사랑 도둑》(Dancin' Thru the Dark)으로 데뷔하였다. 《독하우스》, 《어웨이 데이즈》에서 주연을 맡았고 《보드워크 엠파이어》 시리즈, 《런던 블러바드》, 《캐리비안의 해적: 낯선 조류》, 《갱스 오브 뉴욕》에서 개성파 조연으로 출연했다. 특히 《보드워크 엠파이어》의 알 카포네역으로 스타 반열에 올랐다.
리버풀 FC의 서포터로 잘 알려져 있다. 스카이 스포츠의 축구 토크 쇼 《Soccer AM》에 출연하기도 했다.

## 출연 작품
- 스내치 - 토미 역
- 캐리비안의 해적: 죽은 자는 말이 없다
- 필름스타 인 리버풀
- 철의 심장을 가진 남자 - 하인리히 힘믈러 역
- 저니스 엔드 - 트로터 역
- 퍼니 카우
- 빙 키건 - 제이 역
- 야디
- 로켓맨 - 딕 제임스 역
- 아이리시맨
- 그레이하운드
- 베놈 2: 렛 데어 비 카니지
- 보일링 포인트
- 로알드 달의 뮤지컬 마틸다 - 웜우드 씨 역
- 베놈: 라스트 댄스 - 패트릭 멀리건 / 톡신 역
- 런던 공습 - 앨버트 역

## 서훈
- 2023년 대영 제국 훈장 4등급(OBE) 수훈[1]